# Valls
Valls ist eine katalanische Stadt in der Provinz Tarragona im Nordosten Spaniens. Sie ist der Hauptort der Comarca Alt Camp.

## Geographische Lage
Die Stadt liegt etwa 20 Kilometer nordwestlich von Tarragona bzw. etwa 80 km westlich von Barcelona am Fluss Francolí auf etwa 215 Metern Höhe.

## Teilorte
Fontscaldes (~150 Einwohner) - Masmolets (~50 E.) - Picamoixons (~500 E.) - Valls (~23.000 E.)

## Geschichte
Valls wurde bereits im 11. Jahrhundert erwähnt, die Geschichte ist allerdings erst seit Beginn des 12. Jahrhunderts in den Archiven dokumentiert. Zunächst wuchs die Siedlung um die Kirche und später in Richtung der 1130 durch Erzbischof Oleguer erbauten Burg. Die Herrschaft teilten sich der König und der Erzbischof von Tarragona. Der Ort war von Beginn an Mitglied der „comuna del Camp“, einer Art Interessengemeinschaft von Ortschaften des Camp de Tarragona, die bis 1715 bestand. Bereits 1210 stiftete Pere I. von Katalonien (König Peter II. von Aragon) den noch heute bestehenden Wochenmarkt am Mittwoch.

### Eleonore von Aragon, Herrin von Valls
Nach der Ermordung Peters I. von Zypern kehrte dessen Witwe, Eleonore von Aragon, eine Cousine von Graf Pere III. von Katalonien und König von Aragon 1382 nach Katalonien zurück. Der König übertrug ihr die Rechte über seinen Anteil an der Stadt.
Der von Eleonore bezogene erzbischöfliche Palast verwandelte sich daraufhin in einen Herrscherhof mit zahlreichen Bediensteten und Günstlingen. Insbesondere der Majordomus Bonanato und der Graf von Prades, Bruder von Eleonore, der sich öfters in der Stadt aufhielt, waren für die Bevölkerung ein Ärgernis. Schon die erfolglose Weigerung der Günstlinge, die in Valls fälligen Abgaben auf die Einfuhr von Wein zu entrichten, führte zu einer Revolte der Bevölkerung mit Todesopfern auf beiden Seiten.
Nach dem Tod des Königs verkaufte dessen Sohn und Nachfolger Joan I. aus Geldnot 1391 seine Rechte an den Erzbischof, der damit alleiniger Herr wurde. Die Auseinandersetzungen zwischen der Bevölkerung und der Ex-Herrin dauerten dennoch fort. Wegen einer Beleidigung gegenüber den Bürgern drangen diese erneut in den Palast ein und töteten Bonanato vor den Augen von Eleonore. Entsetzt floh sie in das Herrschaftsgebiet ihres Bruders, nach Gratallops bei Falset. Sie betrat die Stadt nie wieder.
Joan II. nutzte 1464 die Stadt als Stützpunkt in seinem Kampf gegen die Generalitat.

### Valls im Spanischen Erbfolgekrieg

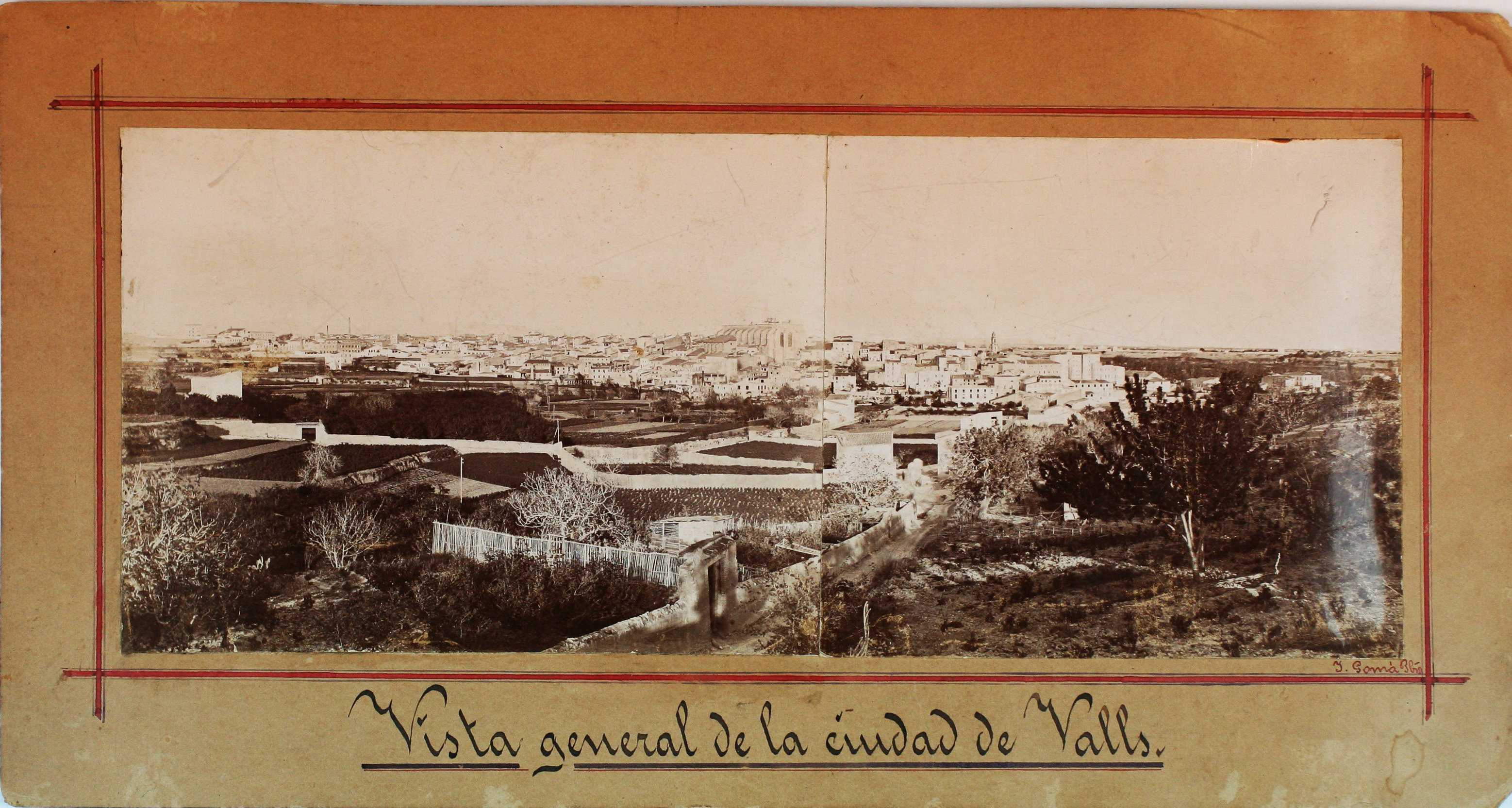
Valls, 1896

Im Spanischen Erbfolgekrieg stand Valls auf der Seite des Habsburgers Karl VI., als Karl III. designierter König von Spanien. Dieser verlieh Valls 1709 zum Dank für die Loyalität den Titel einer Imperialen Stadt. Als seine Alliierten ihn aber verließen, musste Karl auf die spanische Krone verzichten. Um die Handelswege und Messen der Stadt vor den Angriffen versprengter Anhänger der unterlegenen Habsburger zu sichern, gründete der damalige Bürgermeister Pere Anton Veciana (1682–1736) im Jahr 1721 die Mossos d’Esquadra, die noch heute bestehende Zivilpolizei Kataloniens. Die Familie Veciana leitete die Mossos bis 1836.

### Unabhängigkeitskrieg gegen Napoleon
Während des Unabhängigkeitskrieges gegen Napoleon wurde Valls durch französische Truppen geplündert. Am 25. Februar 1809 besiegten diese unter Laurent de Gouvion Saint-Cyr in der Schlacht von Valls die spanischen Truppen unter dem Schweizer General Theodor von Reding, der dabei schwer verwundet wurde. Am 23. April 1809 verstarb er an den Folgen der Verwundung.

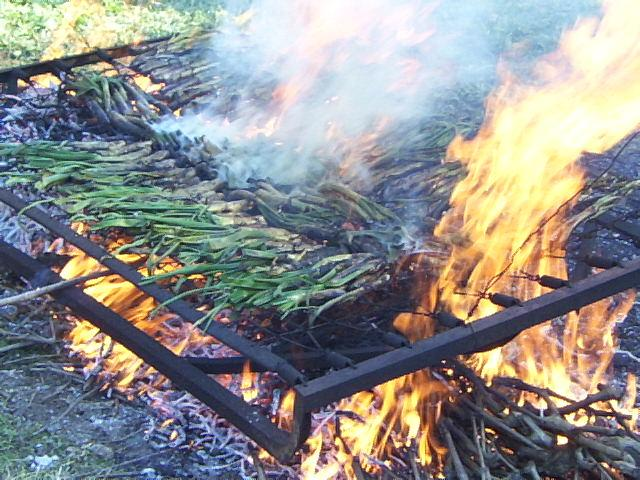
Calçots im offenen Feuer zubereitet

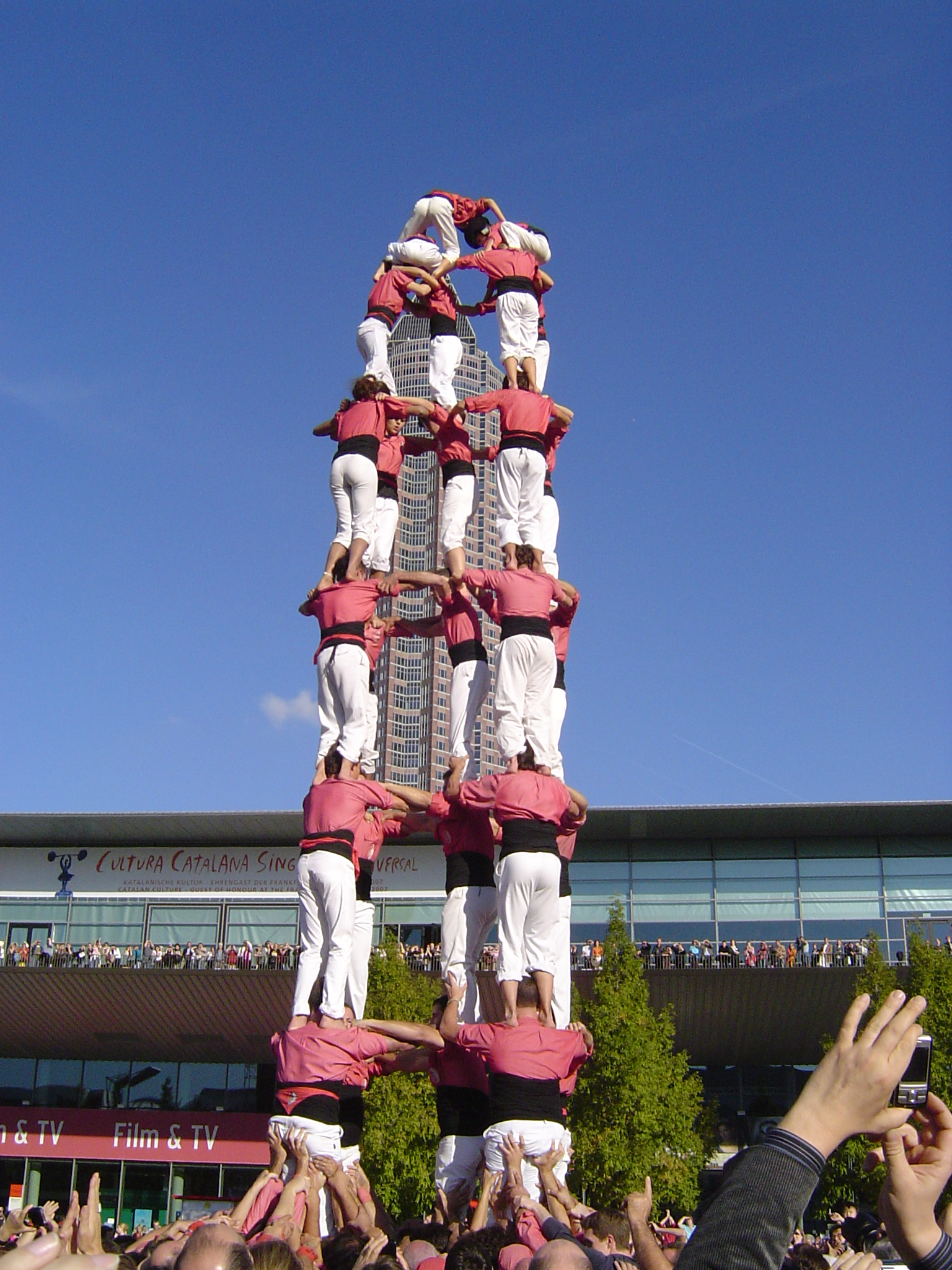
Colla Vella dels Xiquets de Valls bei einem Gastauftritt anlässlich der Frankfurter Buchmesse 2007 (vor dem Messeturm)

### Camp d'Aviació de Valls im Bürgerkrieg
Östlich des Ortes befand sich während des Bürgerkrieges ein Feldflugplatz. Dieser wurde ab Ende 1937 durch die Republik Spanien erbaut und nach Indienststellung Ende 1938 durch die die Republikaner unterstützenden Luftstreitkräfte der Roten Armee genutzt. Nach Eroberung der Gegend durch die nationalen Truppen Mitte Januar 1939 lag Valls im von Franco kontrolliertem Gebiet des Landes. Der Platz wurde anschließend bis zum Ende des Krieges in Katalonien auch durch die Jagdgruppe 88 der deutschen Legion Condor genutzt.

## Kultur und Tradition
Eine kulinarische Spezialität, die ausgehend von Valls mittlerweile auch in anderen Teilen Kataloniens verbreitet ist, ist die Calçotada, bei der Calçots, eine spezielle Art Frühlingszwiebeln, auf einem Rost über offenem Feuer gegrillt und mit einer typischen Soße, der salvitxada, gegessen werden. In Valls haben die calçots ihren eigenen Feiertag: der letzte Sonntag im Januar.
Valls gilt als die Wiege der Castells (Menschentürme). Die erste Vereinigung von castellers, die Colla Vella dels Xiquets de Valls wurde bereits 1801 gegründet. Schon 1805 gründete sich die zweite Vereinigung, die Colla de Joves Xiquets de Valls. Beide collas errichteten bereits im 19. Jahrhundert Türme von neun Ebenen. Die Vereinigungen haben heute jeweils über 400 Mitwirkende.

„Die Calçots, der Porró und die Castellers – drei Dinge, die mich immer fasziniert haben. Sie entsteigen der Erde und lassen mich in den Himmel schauen.“

Die Namenstage der Schutzheiligen Sant Joan und Santa Úrsula werden am 24. Juni beziehungsweise am 21. Oktober gefeiert.

## Gewerbe
Valls besitzt ein ausgedehntes Gewerbegebiet von 250 ha. Seit 2006 betreibt dort das schwedische Möbelhaus IKEA auf 184.000 m² Fläche und mit 300 Beschäftigten ein Logistikzentrum für seine 19 Häuser in Südeuropa. Der US-amerikanische Nahrungsmittelhersteller Kellogg’s hat in Valls sein Hauptwerk in Spanien (Niederlassung von Kellog Great Britain) mit 180 Beschäftigten. Die Lear Corporation, einer der größten Automobilzulieferer weltweit, hat in Valls seit 2002 ein europäisches Entwicklungszentrum mit rund 300 Beschäftigten.

## Söhne und Töchter der Stadt
- Jaume Huguet (* um 1412 in Valls; † 1492 in Barcelona), Maler der Gotik
- José Mora (* 1639 in Valls; † 1707), Geistlicher
- Lluís Bonifaç i Massó (* 1730 in Valls; † 1786 in Valls), Bildhauer
- Narcís Oller i Moragas (* 10. August 1846 in Valls; † 26. Juli 1930 in Barcelona), Schriftsteller
- Rafael Adam i Baiges (* 10. Oktober 1886 in Valls; † 10. Oktober 1952 in Barcelona), Komponist
- Cèsar Martinell (* 24. Dezember 1888 in Valls; † 19. November 1973 in Barcelona), Architekt
- Robert Gerhard (* 25. September 1896 in Valls; † 5. Januar 1970 in Cambridge), Komponist
- Ignacio Farrés Iquino (* 25. Oktober 1910 in Valls; † 29. April 1994 in Barcelona), Regisseur und Filmproduzent
- Juan Bosch Palau (* 31. Mai 1925 in Valls; † 17. November 2015 in Barcelona), Filmregisseur
- Aleix Vidal (* 21. August 1989 in Valls), Fußballspieler

## Städtepartnerschaften
| - Andorra la Vella seit 2. Februar 1967 - Saint-Cyr-sur-Loire (Frankreich) seit 11. April 1999 | - Chahal (Guatemala) (Bezirk Alta Verapaz), seit 26. Oktober 2002 - Settimo Torinese (Italien), seit 25. Januar 2003 |